# 克雷什托皮夫卡 (切爾卡瑟州)
50°0′3″N 32°4′59″E / 50.00083°N 32.08306°E
克里什托皮夫卡（烏克蘭語：Криштопівка）是位於烏克蘭中部的村莊，由切爾卡瑟州佐洛托諾沙區的德拉比夫市鎮負責管轄。該村始建於1650年，面積15.5平方公里，海拔高度119米，2009年人口373，人口密度每平方公里24.1人。